# Al-Said Barakah
As-Saíd Násir ad-Din Barákah Kan o al-Saʿíd Násir al-Din Berke Kan fue un sultán mameluco de Egipto, hijo del también sultán Baibars, que reinó entre el 30 de julio de 1277 y el 18 de agosto de 1279. Enemistado con los principales jefes militares del sultanato, fue depuesto y desterrado a la fortaleza de Kerak.

## Orígenes
Nació en 1260 en Egipto, primogénito del sultán Baibars y de una de sus esposas, hija de un destacado militar corasmio al servicio de este. Era además nieta de Husam al-Din Berke Kan, el caudillo que había dirigido los contingentes corasmios con los que se había aliado al-Salih Ayyub para apoderarse de Siria y a los que luego había derrotado.
En 1264 y aprovechando las ceremonias de circuncisión, Baibars lo nombró sultán y obligó al ejército a jurarle fidelidad, para tratar de asegurar que le sucediese en el trono a su muerte. En 1267 se renovó el juramento y la educación y los bienes del heredero quedaron en manos de uno de los favoritos del sultán, el mameluco Bilik, virrey de Egipto (naʿib). En 1276, se le casó con una hija del futuro sultán Qalawun, Ghaziya Jatun.

## Sultán

Territorios de los sultanes mamelucos bahríes de Egipto y del vecino Ilkanato.

Muerto su padre en Damasco en junio de 1277, asumió el trono. Tanto su madre como su tío materno tuvieron notable influencia en el sultanato durante su corto reinado. Había actuado nominalmente ya como soberano en Egipto durante la ausencia de su padre, si bien bajo la tutela conjunta del virrey y del visir. Noticioso de la muerte de Baibars, el virrey Bilik ocultó el deceso hasta que el cadáver llegó a El Cairo y se pudo garantizar el traspaso del poder a su hijo, que tuvo lugar el 30 de julio. El nuevo sultán quedó alborozado por la muerte de su progenitor, del que heredó el carácter despiadado, pero no la energía ni la habilidad. Aunque Bilik mantuvo su cargo, falleció pronto, en agosto de ese año, probablemente envenenado por orden del sultán y de su madre, que detestaban su influencia política. El sultán nombró a una serie de virreyes que fueron sucediéndose rápidamente en el cargo por no resultar suficientemente sumisos al soberano. Este aprisionó además a varios de los principales emires salihíes.
En 1278 nombró un virrey que provenía de los jassakiyya, el cuerpo selecto de jóvenes mamelucos que se adiestraban en los cuarteles de la capital y servían al sultán como guardias y pajes. La palmaria preferencia del sultán por estos frente a la vieja guardia formada por los emires salihíes —manumitidos durante el reinado del ayubí al-Salih Ayyub— y zahiríes —libertos de su padre, Baibars— fomentó que estos maquinasen una revuelta, que se evitó en el último momento, en parte por el consejo del tío del sultán, que le recomendó que liberase a algunos de los notables presos. Por iniciativa de los jassakiyya, que despilfarran grandes sumas en lujos, el sultán ordenó que se realizase una campaña contra el reino de Cilicia, que debían mandar sus principales rivales, los emires Qalawun y Baysari. Aunque pudo haber razones militares para la ofensiva —ayudar a los turcomanos karamanlíes que luchaban en la zona con los mongoles del Ilkanato—, se entendió que el sultán simplemente enviaba a aquellos que más amenazaban el trono lejos de la capital.
La expedición se puso en camino y taló Cilicia mientras el virrey Kunduk al-Zahiri salvaba la vida de un intento de asesinato de los jassakiyya, disgustados porque este había comenzado a desempeñar con diligencia su cargo y tratado de poner fin a su comportamiento extravagante. El virrey cayó en desgracia, pero comenzó a conspirar con los emires del ejército destacado en Cilicia. Cuando el sultán marchó a Damasco a supervisar las operaciones militares, el ejército de Qalawun se apresuró a regresar secretamente a El Cairo y a unirse con al-Zahiri y al creciente grupo de desafectos, que se rebelaron contra su soberano en agosto. Berke Kan logró volver a la capital y encerrarse en la ciudadela, pero no sofocar el alzamiento. Tanto las tropas que lo habían acompañado desde Damasco como sus propios mamelucos lo abandonaron ante la amplitud de la rebelión. Así, tuvo que claudicar: su madre logró que se le permitiese abdicar y partir a Kerak, que se le concedió como señorío autónomo. Los rebeldes entregaron el trono al joven hermano de Berke Kan, Salamish, que contaba entonces siete años. El 18 de agosto, Berke Kan partió al destierro, tras dos años y diecinueve días de reinado dedicados principalmente a frivolidades.
Falleció en Kerak el 24 de marzo de 1280, de unas fiebres que contrajo tras caerse de un caballo mientras jugaba al polo.